# Латинський квартал (Париж)
48°51′00″ пн. ш. 2°20′33″ сх. д. / 48.85° пн. ш. 2.3425° сх. д.
Латинський квартал (фр. Quartier latin) — традиційний студентський квартал в 5-му та 6-му округах Парижа на лівому березі Сени побіля університету Сорбонна.
Назва походить від латинської мови, якою в Середньовіччя а також в епоху раннього Відродження, викладали в університеті Сорбонна, (розміщеного саме у цьому кварталі), і яку вжив вперше по відношенню до кварталу, як студентського та університетського осередку ще Еразм Роттердамський, навчаючись у 1495-99 рр. у Сорбонні. Квартал означає не один з 80-ти паризьких адміністративних кварталів (фр. quartiers administratifs), а є історично-культурологічним терміном, що охоплює район Парижа, розташований на схилах пагорба Сент-Женев'єв.
Зараз у Латинському кварталі розташована не тільки Сорбонна, але й кілька інших вищих навчальних закладів: Колеж де Франс, Вища нормальна школа, Паризька вища національна школа гірничої справи (École des Mines de Paris), Університет Париж II, Університет імені П'єра і Марії Кюрі та інші.
Латинський квартал знаменитий своїми вузькими старовинними вуличками, бістро, книгарнями й затишними кафе. Тут розташована найстаріша кав'ярня Парижа «Прокоп». Завдяки великій кількості туристичних об'єктів, таких як Пантеон, Люксембурзький сад, Терми Клюні та Музей середньовіччя, Латинський квартал є улюбленим місцем туристів. Тож з часом квартирна плата тут значно зросла і лише поодинокі сучасні студенти можуть дозволити собі жити в Латинському кварталі.
Назва поширилося і на студентські квартали інших європейських міст (наприклад, Кельна).

## Галерея

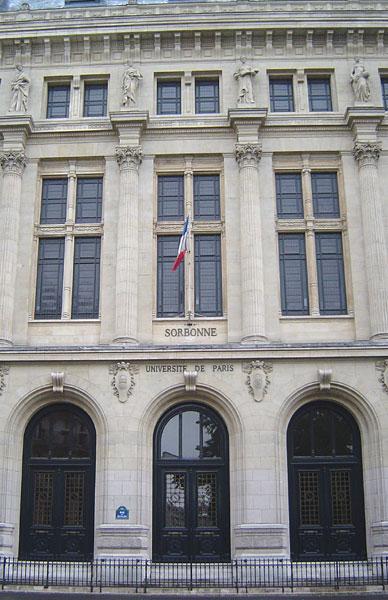
Сорбонна
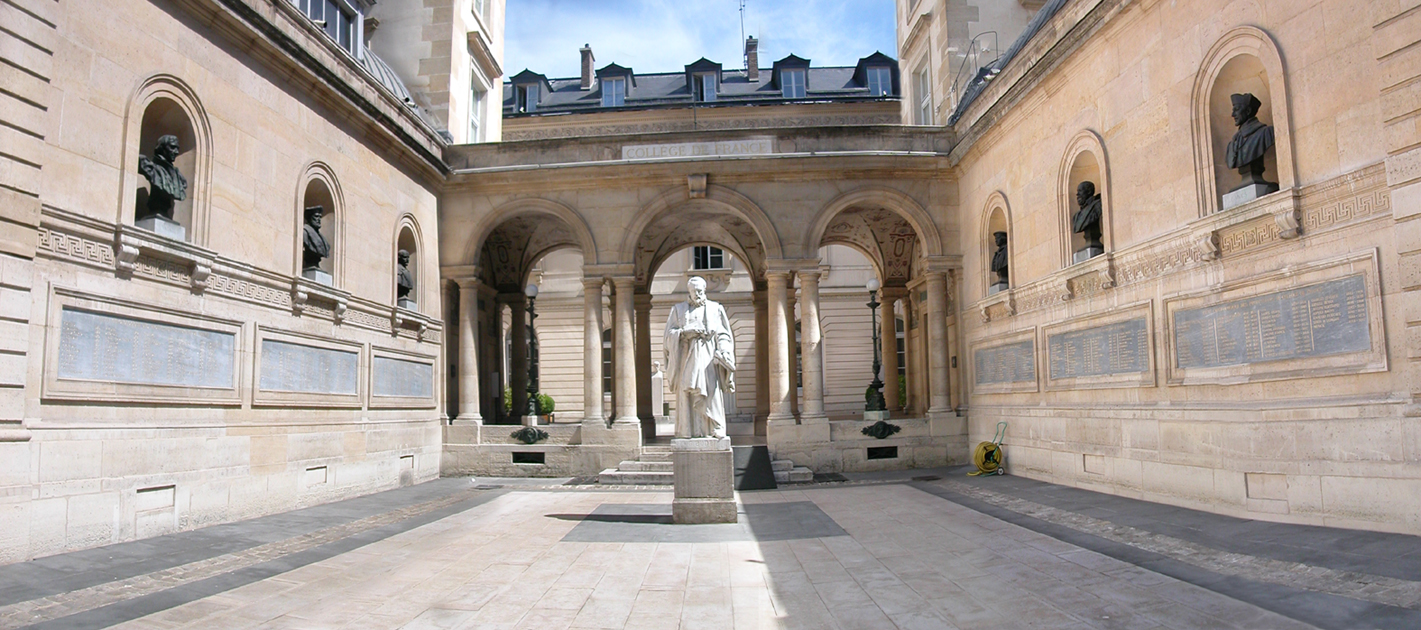
Колеж де Франс
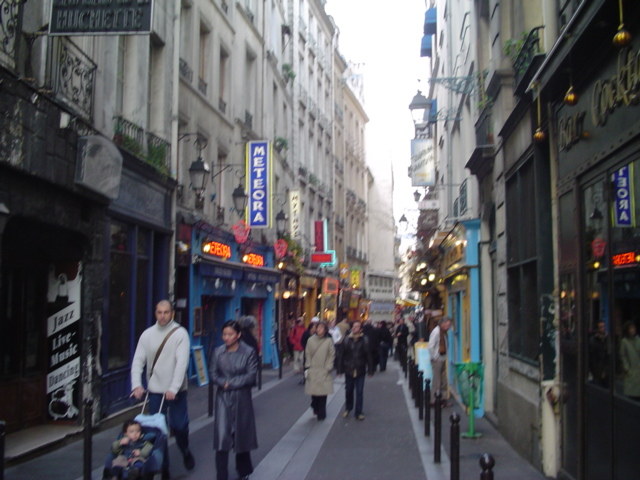
Невелика вуличка з бістро та ресторанами